# 촛불동네
《촛불동네》는 1988년 12월 25일에 방영되었던 MBC 베스트셀러극장이다. 당시 원주시 일대에서 촬영하였다.

## 줄거리
아내의 배신에 사창가에 기숙
'배금주의'(돈을 최고의 가치로 여기고 숭배하여 삶의 목적을 돈 모으기에 두는 경향이나 태도)에 대한 윤리관의 파괴로 얼룩진 현대의 인간관계를 테마로 제작.
소외된 계층의 따쓰한 모습을 통해 부감한다.
고아원에서 불우한 성장과정을 거친 박달구는 국수를 먹고 나서 아들을 갖게 되자 소중한 가정을 지키기 위해 더욱 열심히 일을 하게 된다.
그러나 고아원에 맡겨졌던 아들은 합법적인 절차를 거쳐 해외로 입양을 떠나게 되고 설상가상으로 아내의 배신까지 겹치는 바람에 허탈해진 그는 자포자기 심정에 빠져 3백 번지라 불리는 유명한 사창가, 일명 촛불동네에 기숙을 하게 되는데...

## 출연
- 박은수
- 김해숙
- 강미
- 김영옥
- 남영진
- 문용민
- 문회원
- 박영지
- 박예숙
- 오현섭
- 유명순
- 이상철
- 이은철
- 정대홍
- 정명환
- 정한헌
- 최민경
- 최병학
- 한송이